# Banebdjedet
 (mai 2021).
Si vous disposez d'ouvrages ou d'articles de référence ou si vous connaissez des sites web de qualité traitant du thème abordé ici, merci de compléter l'article en donnant les références utiles à sa vérifiabilité et en les liant à la section « Notes et références ».
Dans la mythologie égyptienne, Banebdjedet est un dieu de la fécondité et de la génération. Il était adoré à Tema-el-Amdid, l'antique Mendès. On le nomme d'ailleurs « Bélier seigneur de Mendès ». Il a probablement remplacé un ancien bélier à cornes horizontales dont la race s'est éteinte au Moyen Empire, car il possédait des cornes semblables. Sa parèdre est la déesse Hatméhyt. Il est associé par Hérodote au dieu grec Pan.